# Snow Sports South Africa
Snow Sports South Africa (SSSA), ehemals South African National Snow Ski Association (SANSSA), ist der 1990 gegründete Dachverband zahlreicher Wintersportarten in Südafrika. Er ist seit 1992 Mitglied der Fédération Internationale de Ski (FIS) sowie Mitglied der Initiative Evolving Nations – Small Evolving Ski Nation (SES), der International Bobsleigh and Skeleton Federation (IBSF) und Teil der South African Sports Confederation and Olympic Committee (SASCOC).
Der Verband vertritt die Sportarten Ski Alpin, Snowboarding,  Nordische Kombination, Freestyle-Skiing, Skilanglauf, Skispringen, Bobsport und Skeleton.
Der SSSA organisiert die nationalen Meisterschaften im Ski Alpin, darunter für die Jugend (U10, U12, U14 und U16) sowie für Erwachsene.